# 冷泉町
冷泉町（れいせんまち）は、福岡県福岡市博多区の地名。現行の行政地名は冷泉町、丁目の設定がない単独町名であり、全域で住居表示を施行している。面積は7.89ヘクタール。2023年3月末現在の人口は1,305人。郵便番号は812-0039。

## 地理

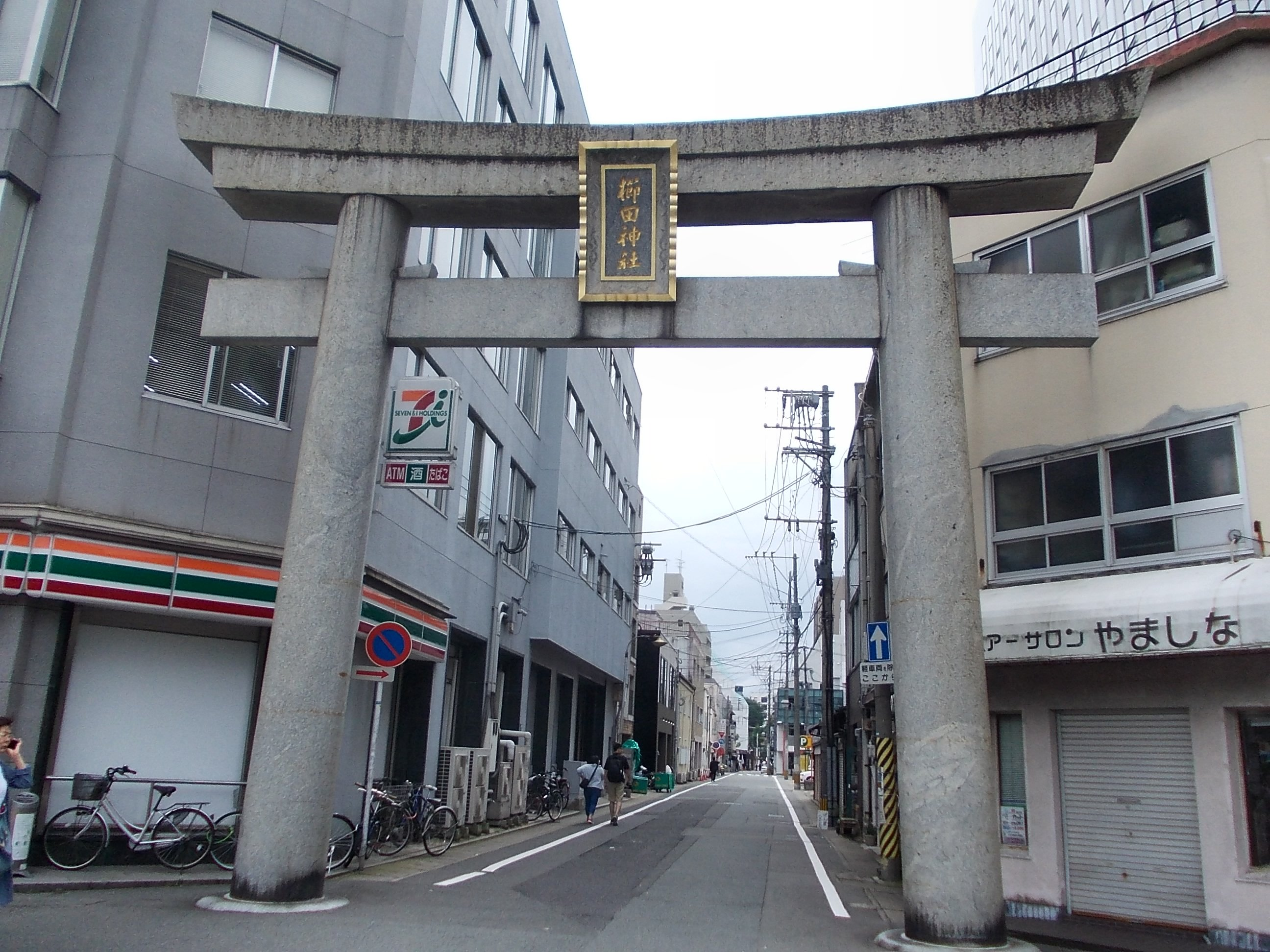
櫛田神社の一の鳥居

福岡市の都心とされる中央区天神の東約1.3キロメートル、博多区の北西側に位置する。北東で大博通りを挟んで御供所町（）と、南東で祇園町（）と、南西で上川端町（）と、北西で店屋町（）と隣接している。隣の上川端町には、博多の氏神・総鎮守である櫛田神社があり、その正面から表参道が町内を貫き、大博通りに至ったところに櫛田神社の一の鳥居が立っている。大博通り沿いや国道202号沿いは高層のオフィスビルが建ち並ぶが、他は小規模な商業施設が多く、昔ながらの下町風情が残っている。
博多祇園山笠の追い山の際には、町と櫛田神社との間の道（通称・博多通り）がスタート地点となっており、山笠の最大難所（通称・ごんどう通り）が町の9番地付近にある。

## 歴史

### 町域の変遷
| 住居表示実施後 | 実施年月日         | 住居表示実施前（各大字の一部）                                                                                                   |
| -------------- | ------------------ | --- |
| 冷泉町         | 1966年（昭和41年） | 万行寺前町・櫛田前町・馬場新町・社家町・上祇園町・下祇園町・大乗寺前町・上厨子町・下厨子町・竹若町・上赤間町・上小山町・中奥堂町 |

※同年廃止された冷泉町とは別の町。廃止された冷泉町は、現在の築港本町付近にあたる。

## 人口
冷泉町の人口の推移を福岡市の住民基本台帳（公称町別）に基づき示す（単位：人）。集計時点は各年9月末現在である。
- 2001年（平成13年）：961
- 2002年（平成14年）：1,080
- 2003年（平成15年）：1,116
- 2004年（平成16年）：1,100
- 2005年（平成17年）：1,111
- 2006年（平成18年）：1,174
- 2007年（平成19年）：1,147
- 2008年（平成20年）：1,162
- 2009年（平成21年）：1,139
- 2010年（平成22年）：1,216
- 2011年（平成23年）：1,324
- 2012年（平成24年）：1,379
- 2013年（平成25年）：1,383
- 2014年（平成26年）：1,357
- 2015年（平成27年）：1,339
- 2016年（平成28年）：1,324
- 2017年（平成29年）：1,265
- 2018年（平成30年）：1,315
- 2019年（令和元年）：1,291
- 2020年（令和2年）：1,296
- 2021年（令和3年）：1,291
- 2022年（令和4年）：1,308

## 主な施設

「博多町家」ふるさと館

- 「博多町家」ふるさと館
- 博多祇園M-SQUARE
- 南日本博多ビル（南日本銀行福岡支店）
- 福岡祇園第一生命ビルディング
- システムバンキング九州共同センター
- ダイワロイネットホテル博多冷泉[7]
- JR九州エンジニアリング

## 名所・旧跡
- 龍宮寺
- 和風旅館 鹿島本館 - 客室棟・管理棟・表門及び塀が福岡県登録有形文化財に登録（現存せず[8]）

## 交通

### 道路
- 大博通り
- 国体道路
- 冷泉通り
- 博多通り

### 鉄道
- 福岡市地下鉄空港線祇園駅

### バス
- 西鉄バス
  - 祇園町
  - 奥の堂